# 莫氏海蜷
莫氏海蜷，是中腹足目海蜷科栓海蜷属的一种。主要分布于台湾，喜栖于红树林沼泽及内湾泥滩中。